# Спасское-Городище
Спасское-Городище — село в Суздальском районе Владимирской области России, входит в состав Павловского сельского поселения.

## География
Село расположено на правом берегу реки Нерли (приток Клязьмы) в 6 км на северо-восток от центра поселения села Павловского и в 10 км на юго-восток от райцентра города Суздаля.

## История
Городище называется Спасским потому, что оно принадлежало Спасо-Евфимиеву монастырю. В описи монастыря 1660 года значится жалованная грамота на это село царя Иоанна Васильевича. Спасское-Городище записано в приходорасходных книгах Спасо-Евфимиева монастыря под 1697 годом. В селе церковь каменная, в честь Рождества Пресвятой Богородицы, построена в 1773 году усердием прихожан; при ней теплая церковь, каменная же, с престолом, в честь Рождества Христова, построена в 1789 году усердием прихожан. Колокольня каменная. В 1896 году приход состоял из одного села, в коем числилось 149 дворов, душ мужского пола 404, а женского — 438.
В конце XIX — начале XX века село являлось центром Городищевской волости Суздальского уезда.
С 1929 года село являлось центром Спас-Городищенского сельсовета Суздальского района, с 1965 года — в составе Павловского сельсовета.

## Население
| 1859 | 1897 | 1926 |
| ---- | ---- | ---- |
| 430  | 835  | 1011 |

| 1859 | 1897 | 1905 | 1926  | 2002 | 2010 | 2021 |
| ---- | ---- | ---- | ----- | ---- | ---- | ---- |
| 430  | ↗835 | ↗859 | ↗1011 | ↘438 | ↘393 | ↘341 |

## Достопримечательности
В селе находится полуразрушенная Церковь Рождества Пресвятой Богородицы (1773).